# Swepsonville
Swepsonville est une ville américaine située dans le comté d'Alamance en Caroline du Nord. En 2010, sa population était de 1 154 habitants.

## Démographie
| 1990  | 2000 | 2010  | - | - | - |
| ----- | ---- | ----- | - | - | - |
| 1 195 | 922  | 1 154 | - | - | - |

## Traduction
- (en) Cet article est partiellement ou en totalité issu de l’article de Wikipédia en anglais intitulé « Swepsonville, North Carolina » (voir la liste des auteurs).